# گل بدن
گُل بَدن نوعی قماش متعارف هندوستان مثل تافته که قماش دورنگ بوده است مثلاً سرخ که به سیاهی زند. از واژه گل بدن به عنوان نام نیز استفاده می‌شود که معنای بدن لطیف و زیبا دارد. این واژه در ایران به صورت گلبدنی درآمده است.

## در ادبیات
ملا مفید بلخی در بیت زیر به این پارچه اشاره کرده است:
| اگرترا سر آرایش است چون طاووس |  | لباس گل بدن داغ می‌توان پوشید |

میریحیی شیرازی نیز در بیت زیر نام این پارچه را برده است:
| هوایش کار پوشش مختصر کرد |  | چو گلبن گل بدن باید به برکرد. |